# Yamaha FS1
Yamaha FS1 är en moped från japanska Yamaha. Den lanserades 1969. Från början hade FS1:an ventilstyrt insug dvs en slidmatad motor, men man bytte till membranstyrt insug när den modernare versionen kom ut 1975. Från det året har inte FS1:an förändrats nämnvärt, man har dock bytt baklykta och en del andra detaljer. Den har fyra växlar och en stark och bra motor på 49 cc och en topphastighet på ca. 37 km/h (otrimmad -77 års modell som ändock fr.o.m. det året hade fått en extra strypning plac. i främre delen av ljuddämparen). Dock finns det många trimmade FS1:or då det är lätt att hitta trimdelar och otroligt lätt att få den ostrypt (härdade skruvskallar på insugsplattan, helt utan fattning för verktyg försvårar en del).

## Tekniska specifikationer
- Motor: FS1
  - Cylinder: 40 mm, ger 1,08 hk vid 3500 rpm
  - Slaglängd: 39,7 mm
  - Cylindervolym: 49,3 cc
  - Komp 10,5 för vanlig FS1 och 5,6 för Yankeemodellen
  - Förgasare: 10 mm Mikuni med 110 munstycke
- Yamaha FS1 Utväxling
  - Primärutväxling 3.894 (74/19)
  - 1:an växel 3.077 (40/13)
  - 2:an växel 1.889 (34/18)
  - 3:an växel 1.304 (30/23)
  - 4:an växel 1.038 (27/26)
- Tändsystemet är av "brytarspets"-typ, tändningen går att ställa på äldre modeller , på nyare har tändplattan ett fast läge.
- Brytaravståndet ska vara 0,3-0,4mm
- Tändstift: NGK B6HS Är standard för FS1
- Elektrodavstånd: 0,5-0,6 mm
- Strålkastarlampa 6 v, 15 W
- Baklampa: 6 v, 3 W
- Bromsljus: 6 v, 6 W
- Blinkers: 6 v, 8 W
- Motorolja: 0,6 l  10 W/30